# Carlos Alberto de Nóbrega
Carlos Alberto de Nóbrega (Niterói, 12 de março de 1936) é um humorista, apresentador de televisão, roteirista, produtor, diretor executivo, ator, escritor e advogado brasileiro, filho do também humorista Manuel de Nóbrega. Foi roteirista de programas humorísticos na TV Paulista, TV Rio e RecordTV. Escreveu dezenas de programas, entre eles Família Trapo e A Praça da Alegria, além de ter sido redator de Os Trapalhões. Desde 1987, apresenta o programa humorístico A Praça é Nossa, no SBT.

## Vida pessoal

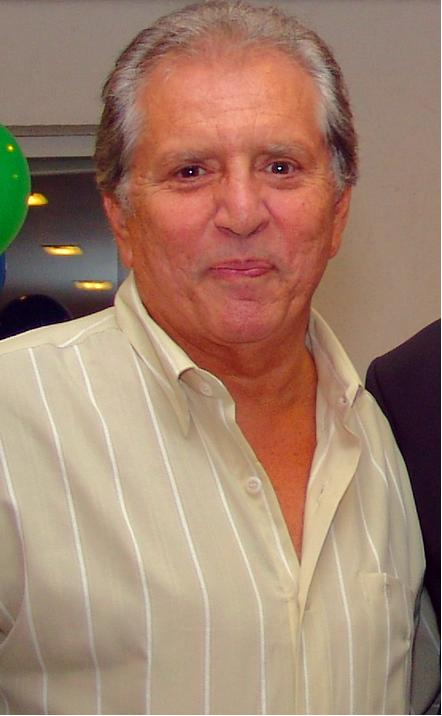
Carlos Alberto em 2006

Carlos Alberto de Nóbrega nasceu em Niterói, na Região Metropolitana do Rio de Janeiro. Além de humorista, é formado em direito pela Universidade Federal do Rio de Janeiro (UFRJ), mas por pouco tempo exerceu a profissão de advogado. Ainda é autor do livro A Luz Que Não Se Apaga, que fala sobre seu pai, Manuel de Nóbrega. Também escreveu uma autobiografia, "Essas Coisas só Acontecem Comigo", em que narra suas experiências pessoais e a carreira na televisão.
Uma de suas maiores marcas é o encerramento em A Praça é Nossa, que segue certo padrão: "Ah, que pena! Por hoje é só, pessoal, mas quinta-feira que vem estaremos de volta novamente. Eu aqui no meu velho e querido banco, e vocês aí em todo o Brasil, porque… A Praça é Nossa! Ela é muito nossa, tchau, pessoal!". Outra é sua inconfundível risada.
Foi casado com Marilda de Nóbrega por 34 anos, com quem teve quatro filhos: Carlos Alberto de Nóbrega Filho, Marcelo de Nóbrega, diretor do programa A Praça é Nossa, Vinícius de Nóbrega e Maurício de Nóbrega; um casal de gêmeos (Maria Fernanda de Nóbrega e João Vitor de Nóbrega) é fruto de seu casamento de 13 anos com Andréa de Nóbrega, de quem se separou em 2009. Em 2014, reatou o relacionamento cinco anos após a separação. Casou-se pela terceira vez em 24 de maio de 2018 com a médica nutróloga Renata Domingues de Nobrega.

## Carreira
Iniciou a carreira em 1954, escrevendo quadros humorísticos para o Programa Manuel de Nóbrega, na Rádio Nacional, em São Paulo. Em 1956, começou a escrever para a televisão no programa Zilomag Show, atuando ao lado de Ronald Golias, na TV Paulista (canal 5). Depois passou a trabalhar em outros programas: Golias Show, Espetáculo Tamoyo, Escolinha do Golias e na Praça da Alegria, na qual atuou ao lado de seu pai.

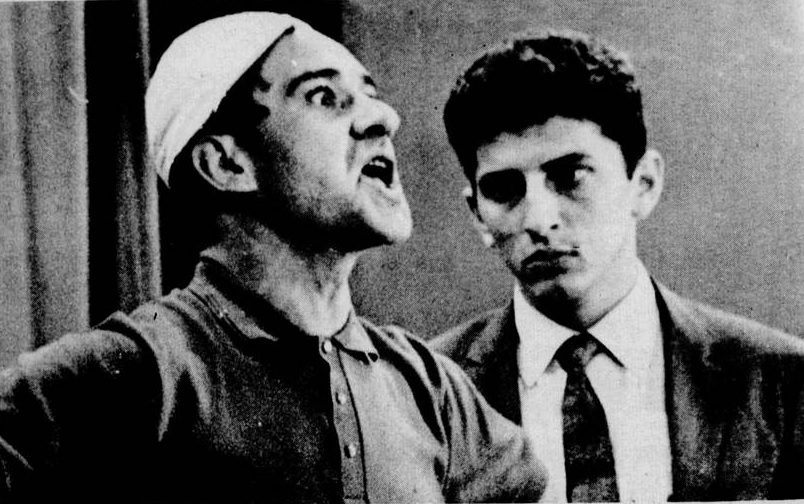
Carlos Alberto de Nóbrega e Ronald Golias no programa O Riso é o Limite, na TV Rio, em 1963

No final da década de 1950, passou a trabalhar na extinta TV Rio, emissora em que participou dos programas: Rio Te Adoro, Noites Cariocas, O Riso é o Limite e Golias Show.
Em 1963, foi para a TV Record de São Paulo, passando a escrever e apresentar programas humorísticos como É Uma Graça Mora e Shows Internacionais. Em 1967, passou a escrever ao lado de Jô Soares a Família Trapo. Durante todo o tempo em que trabalhou na TV Record, foi o redator principal do Show do Dia Sete e do Troféu Roquette Pinto.
Na década de 1970, passou para a TV Tupi de São Paulo, escrevendo para o programa Os Trapalhões, sendo depois diretor da linha de shows de toda a rede. Em seguida, foi para a TV Globo, emissora na qual permaneceu por dez anos (entre 1977 e 1987), escrevendo, dirigindo e atuando no programa Os Trapalhões. Permaneceu também a escrever a segunda fase do humorístico Praça da Alegria, também na Globo. Passou então para a Rede Bandeirantes, onde apresentou o humorístico Praça Brasil, e pouco tempo depois para o SBT, atuando e escrevendo em A Praça É Nossa, na Escolinha do Golias, Maria Teresa Especial e SBT Palace Hotel. Em 1999, participou do humorístico Ô Coitado, também do SBT, e em 2011, do especial 30 Anos de Chaves, como o Professor Girafales.

## Filmografia

### Rádio
| Ano  | Título                     | Papel      | Emissora                 |
| ---- | -------------------------- | ---------- | ------------------------ |
| 1954 | Programa Manuel de Nóbrega | Roteirista | Rádio Nacional São Paulo |

### Televisão
| Ano                  | Título                       | Papel                             | Emissora          |
| -------------------- | ---------------------------- | --------------------------------- | ----------------- |
| 1956                 | Zilomag Show                 | Roteirista                        | TV Paulista       |
| 1956                 | Golias Show                  | Roteirista                        | TV Paulista       |
| 1956                 | Espetáculo Tamoyo            | Roteirista                        | TV Paulista       |
| 1956–1957            | Praça da Alegria             | Humorista                         | TV Paulista       |
| 1957                 | A Escolinha do Golias        | Roteirista                        | TV Paulista       |
| 1958                 | Rio Te Adoro                 | Humorista                         | TV Rio            |
| 1958                 | Noites Cariocas              | Humorista                         | TV Rio            |
| 1961                 | O Riso é o Limite            | Humorista                         | TV Rio            |
| 1962                 | Golias Show                  | Humorista                         | TV Rio            |
| 1963                 | É Uma Graça, Mora            | Roteirista                        | TV Record         |
| 1964                 | Shows Internacionais         | Apresentador                      | TV Record         |
| 1965                 | Quem Bate                    | Humorista                         | TV Record         |
| 1967–1971            | Família Trapo                | Roteirista                        | TV Record         |
| 1967                 | Show do Dia Sete             | Redator                           | TV Record         |
| 1968                 | Troféu Roquette Pinto        | Redator                           | TV Record         |
| 1972–1973            | Bronco Total                 | Ele mesmo                         | TV Record         |
| 1975–1976, 1977–1986 | Os Trapalhões                | Redator, diretor e humorista      | TV Tupi TV Globo  |
| 1977-1978            | Praça da Alegria             | Redator e Redator Final           | TV Globo          |
| 1977                 | Espelho Mágico               | Ele mesmo (último Capítulo)       | TV Globo          |
| 1987                 | Praça Brasil                 | Apresentador                      | Rede Bandeirantes |
| 1987–presente        | A Praça é Nossa              | Apresentador                      | SBT               |
| 1990                 | Romeu e Julieta              | Amigo de Romeu                    | SBT               |
| 1990–1996            | A Escolinha do Golias        | Professor Cagliostro              | SBT               |
| 1999                 | Ô...Coitado!                 | Participação especial             | SBT               |
| 2002                 | SBT Palace Hotel             | Manoel                            | SBT               |
| 2003                 | Romeu e Julieta              | Amigo de Romeu                    | SBT               |
| 2009– 2010           | Vende-se um Véu de Noiva     | Juca Moréia                       | SBT               |
| 2011                 | 30 Anos de Chaves            | Professor Girafales               | SBT               |
| 2011                 | Uma Dupla Quase Dinâmica     | De Nóbrega                        | SBT               |
| 2014                 | Pousada do Ratinho           | Proprietário do Banco             | SBT               |
| 2016                 | Tá no Ar: a TV na TV         | Ele mesmo (Participação especial) | TV Globo          |
| 2018                 | Dra. Darci                   | Seu Manuel                        | Multishow         |
| 2024                 | Cazalbé, O Herdeiro da Graça | Ele mesmo                         | +SBT              |

### Cinema
| Ano  | Título                              | Papel          |
| ---- | ----------------------------------- | -------------- |
| 1969 | Golias Contra o Homem das Bolinhas  | Geraldo        |
| 1975 | Efigênia Dá Tudo Que Tem            | Roteirista     |
| 1979 | Cinderelo Trapalhão                 | Roteirista     |
| 2017 | Os Parças                           | Toninho La Paz |
| 2019 | Tá Rindo de Que? – Humor e Ditadura | Ele mesmo      |
| 2020 | No Gogó do Paulinho                 | Ele mesmo      |

### Internet
| Ano           | Título                  | Cargo        | Plataforma |
| ------------- | ----------------------- | ------------ | ---------- |
| 2019–presente | Canal do Carlos Alberto | Apresentador | YouTube    |